# 陈国猛
陈国猛（1966年10月—），男，汉族，福建晋江人，中华人民共和国政治人物，二级大法官，曾任中共福建省委政法委副书记、浙江省高级人民法院院长，中央纪委案件审理室主任。

## 生平
1989年7月毕业于厦门大学法律系法学专业，获法学学士学位。毕业后进入厦门市中级人民法院任职，历任书记员、助理审判员、政治处副主任、经济审判第一庭庭长。1998年10月，任厦门市思明区人民法院副院长，次年1月升任院长。2003年9月，任厦门市中级人民法院副院长，2011年2月升任院长。2015年6月，任中共福建省委政法委副书记。2016年10月，调任浙江省高级人民法院党组书记、院长。2017年9月，任中共中央纪委案件审理室主任（副部长级）、国家监委案件审理室主任（副部长级）。
2021年4月，转任中共海南省委常委、省纪委书记，6月任省监委代理主任。